# Мексиканский тамандуа
Мексиканский тамандуа, или скунсовый муравьед (лат. Tamandua mexicana) — млекопитающее семейства муравьедовых.

## Описание
Голова и тело мексиканского тамандуа достигают в длину 77 см, хвост — от 40 до 67 см. Морда вытянутая и изогнутая, ротовое отверстие имеет небольшой диаметр, достаточный только для прохождения языка длиной до 40 см. Животные имеют ярко выраженные тёмные полосы вдоль спины, расширяющиеся к плечам и охватывающие, как жилетные рукава, передние конечности. Остальное тело светлей, от почти белого до бурого окраса. Мексиканских тамандуа отличает сильный запах, выделяемый анальной железой, за что они получили прозвище «лесных вонючек».

## Распространение
Вид распространён по всей Центральной Америке до юго-восточной Мексики, а также в Южной Америке к западу от Анд от Венесуэлы до севера Перу.

## Образ жизни
Мексиканские тамандуа могут вести как ночной, так и дневной образ жизни, их период бодрствования — восемь часов в сутки.

## Подвиды
- Tamandua mexicana mexicana — юг Мексики, Гватемала, Белиз, Гондурас, Сальвадор
- Tamandua mexicana opistholeuca — Никарагуа, Коста-Рика, Панама, запад Колумбии
- Tamandua mexicana instabilis — север Колумбии, запад Венесуэлы
- Tamandua mexicana punensis — запад Эквадора, север и северо-запад Перу (Тумбес, Пьюра)